# Vattaro
Vattaro (Vatàr im trentinischen Dialekt) ist eine Fraktion der Gemeinde (comune) Altopiano della Vigolana und war bis 2015 eine eigenständige Gemeinde im Trentino in der autonomen Region Trentino-Südtirol. 

## Geographie
Vattaro liegt etwa elf Kilometer südöstlich von Trient auf einer Höhe von 689 m s.l.m. Zur ehemaligen Gemeinde gehörte noch die Fraktion Pian dei Pradi. Bis zur Eingemeindung war sie Teil der Talgemeinschaft Alta Valsugana e Bersntol. Die Nachbargemeinden waren Besenello, Bosentino, Calceranica al Lago und Centa San Nicolò.

## Geschichte
Am 1. Januar 2016 schloss sich Vattaro mit den Gemeinden Bosentino, Centa San Nicolò und Vigolo Vattaro zur neuen Gemeinde Altopiano della Vigolana zusammen.

## Verkehr
Durch das ehemalige Gemeindegebiet führt die Strada Statale 349 di Val d’Assa e Pedemontana Costo von Trient nach Costabissara.

## Persönlichkeiten
- Luigi Weiss (* 1951), Biathlet, WM-Dritter und Skibergsteiger